# Náboženství v Arménii

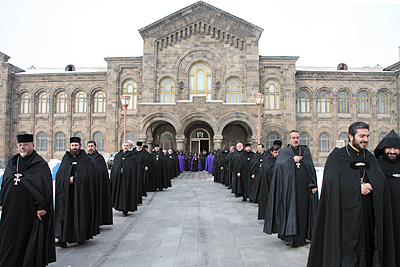
Procesí kněží Arménské apoštolské církve

Náboženství Arménie je možné rozdělit do tří období. Na počátku národních dějin se zde vyznávalo původní arménské náboženství, pak vlivem Persie převládl zoroastrismus a od třetího století našeho letopočtu to bylo především křesťanství:
- Zoroastrismus se do Arménie rozšířil vlivem Persie. Země v té době používala solární arménský kalendář, který se skládal z 12 stejně dlouhých měsíců.

- Křesťanství se do Arménie se rozšířilo již v roce 40 n. l. a v roce 301 n. l. jej arménský král Tiridates III. (238–314) učinil státním náboženstvím. Arménie se tak stala prvním oficiálním křesťanským státem. Až 10 let po ní za Galeria udělila Římská říše oficiální toleranci křesťanství a za 36 let potom přijal křest Konstantin I. Veliký.

V současnosti je většina Arménů křesťany (99 %). Členů pravoslavné Arménské apoštolské církve je 97 % a dvě další, Arménská katolická církev a Arménská evangelická církev, se dělí o zbývající 2 %. Nekřesťanská náboženství, jako je jezídismus a islám, mají jen kolem 1 % přívrženců. Zanedbatelný počet obyvatel jsou buďto nevěřící nebo věřící v další okrajová náboženství. Arménie tak patří mezi nejzbožnější země světa.
Od roku 2005 ustanovuje arménská ústava svobodu náboženského vyznání a právo praktikovat, zvolit si nebo změnit náboženské přesvědčení. Uznává však výlučné poslání Arménské apoštolské církve jako národní církve v duchovním životě, rozvoji národní kultury a zachování národní identity arménského lidu. Zákon o svobodě svědomí zavádí odluku církve od státu, ale uděluje arménské církvi oficiální status národní církve. Zákon klade určitá omezení na náboženskou svobodu jiných náboženských skupin než arménské církve.

## Jezídismus
V Arménii stojí největší jezídský chrám na světě, byl postaven jako třetí v pořadí. Nachází se ve vesnici Aknalich. Komunita jezídů v Arménii čítá asi 35 tisíc členů.

## Zoroastrismus

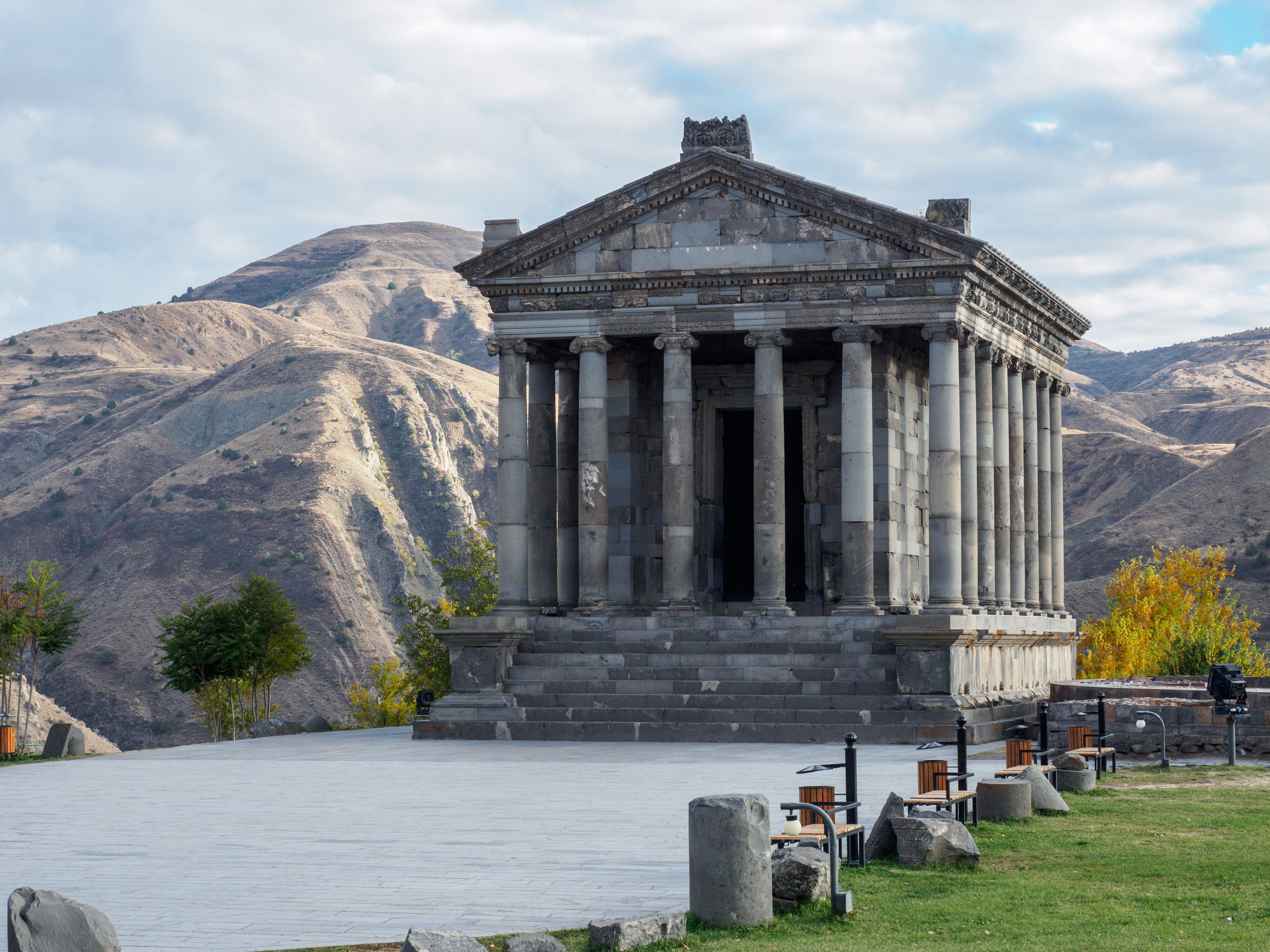
Pohanský chrám v Garni

Ve starověku až do začátku našeho letopočtu převládalo v Arménii pohanské náboženství zoroastrismus. Je to starobylé náboženství původem z Íránu (tehdejší Persie). Je polyteistické, tedy s celou řadou božstev. Nedaleko hlavního města Jerevanu stojí památka na toto náboženství – chrám v malé vesničce Garni. Je to jedna z mála helenistických (pohanských) památek.
V současné Arménii vyznává novopohanství asi 5 000 lidí. Jsou to často lidé, kteří mají blízko k vlastenectví a nacionalismu, které si spojují s pohanstvím. Představitelé novopohanství nejsou příliš centralizovaní a jejich pohanské obřady působí spíš jako folklor.

## Arménská apoštolská církev

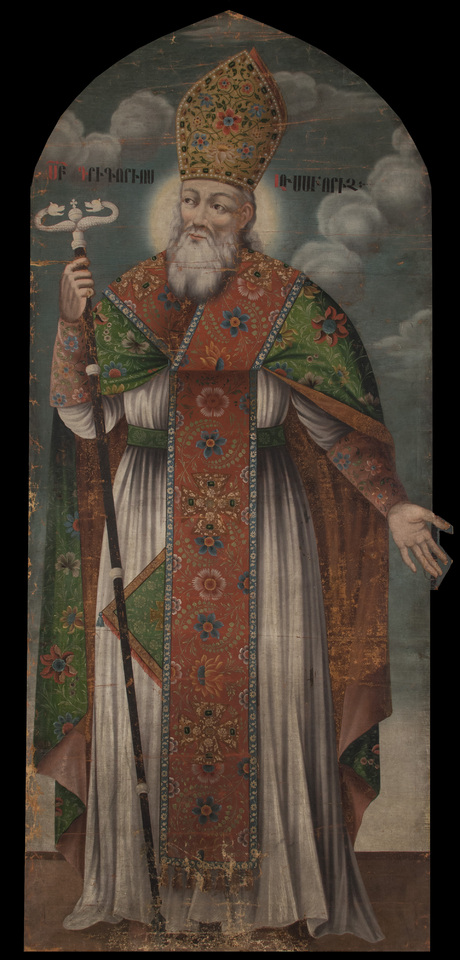
Svatý Řehoř Osvětitel

Arménská apoštolská církev spojuje svůj vznik s křesťanstvím, které do Arménie přinesli dva apoštolové sv. Bartoloměj a sv. Juda Tadeáš v roce 40 n. l. Oba apoštolové byli přímými svědky Ježíšova života a učení. Přinesli s sebou bohoslužby, bohoslužebné knihy a modlitby v řečtině nebo v syrštině. Oba apoštolové zemřeli mučednickou smrtí. Svatého Bartoloměje stáhli Peršané z kůže a pak ho ukřižovali. Hrob sv. Judy Tadeáše se nachází v Íránu v bývalém arménském klášteře. Ten je nyní opuštěný, ale jednou za rok se tam koná slavností mše.
Nejpopulárnějším světcem se pak stal sv. Řehoř Osvětitel, za jehož působení se křesťanství v Arménii stalo státním náboženstvím. Stalo se tak v roce 301 n. l., kdy král Tiridates III. (238–314) učinil křesťanství státním náboženstvím. Arménie se tak stala prvním oficiálním křesťanským státem.

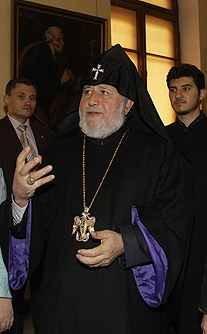
Současná hlava Arménské apoštolské církve Garegin II.

V 5. století došlo v Arménii k velmi důležité události – vznik arménského písma. Jeho autorem a překladatelem bible byl arménský mnich Mesrop Maštoc. Bohoslužebné knihy se pak začaly překládat do arménštiny a to mělo obrovský význam pro celou arménskou kulturu. V Arménské apoštolské církvi je dodnes jedním z nejvýznamnějších svátků – svátek Svatých překladatelů.
Arménie během své historie několikrát ztratila svou státnost. Ale Arménská apoštolská církev se stále snažila o udržování arménské kultury a arménského jazyka. Dnes má tato církev přibližně devět miliónů členů. Vedení církve sídlí v Ečmiadzinu v Arménii a současnou hlavou církve je Garegin II. s titulem katolikos všech Arménů. Další významnější centra Arménské apoštolské církve jsou v Izraeli (v Arménské čtvrti v Jeruzalémě), v Turecku a Íránu.

## Arménská katolická církev

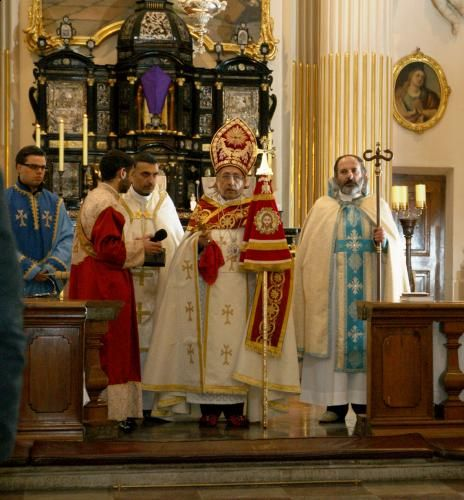
Současná hlava Arménské katolické církve – Raphael Bedros Minassian

Arménská katolická církev vznikla v Arménském království v Kulíkii v roce 1198 a v roce 1375 byla nenásilně sloučena s římskokatolickou církví. Arméni tedy mají jednu hlavní Arménskou apoštolskou církev a pak menší Arménskou katolickou církev, která chtěla být sjednocena s katolickými církvemi pod římským papežem.
S Arménskou apoštolskou církví si katolické církve vzájemně uznávají svěcení duchovenstva. Za vlády papeže Pia IV. a patriarchy Michaela I. byly vztahy mezi oběma církvemi upevněny. V roce 1563 obdrželi Arméni v Římě kostel Santa Maria Egiziana.
V roce 1713 jmenoval papež Klement XI. arcibiskupa Krikora z řecké Edessy arménským světícím biskupem v Římě. Tato hodnost se udržela až do poloviny 20. století. První patriarcha Abraham Bedros I. Ardzivian byl potvrzen v r. 1742.
V roce 1991 bylo založeno sídlo katolické církve v Gjumri v Arménii. Hlavou církve je od roku 2021 patriarcha Raphaël Bedros Minassian se sídlem v klášteře Bzommar v Libanonu. Katoličtí Arméni žijí především ve státech Blízkého východu, ale i v Severní Americe.

## Arménská evangelická církev
Arménská evangelická církev vznikla na území Osmanské říše na začátku 19. století, když se evangelíci oddělili od Arménské apoštolské církve.
K rozkolu mezi částí věřících došlo kvůli jejich nespokojenosti s pořádky uvnitř Arménské apoštolské církve. Její nejvyšší představitel v Osmanské říši konstantinopolský patriarcha Krikor Peshtimaljian (přední intelektuál té doby, zemřel 1837) pořádal kritické biblické kurzy pro duchovní i prosté lidi. Jeho hlavním cílem bylo vychovávat kvalifikované duchovní pro Arménskou apoštolskou církev. Poukazoval však na to, že v Arménské apoštolské církvi se vše neděje podle bible, ale spíše podle tradice. Nejvyšší představitelé Arménské apoštolské církve s tím nesouhlasili a došlo k rozkolu. Nespokojení věřící se proto oddělili a vznikla Arménská evangelická církev.
Počet jejich členů je kolem 250 000 a jsou po celém světě, neboť arménská diaspora je veliká. Existuje přibližně 100 arménských evangelických církví, například v následujících zemích: Arménie, Argentina, Austrálie, Belgie, Brazílie, Bulharsko, Kanada, Kypr, Egypt, Anglie, Francie, Gruzie, Řecko, Írán, Irák, Libanon, Sýrie, Turecko, Uruguay a Spojené státy americké.